# Crematogaster aroensis
Crematogaster aroensis es una especie de hormiga acróbata perteneciente a la tribu Crematogastrini, de la subfamilia Myrmicinae, orden Hymenoptera.

## Taxonomía
Se atribuye su descripción al italiano Carlo Menozzi, quien la citó por primera vez en 1935. La especie aparece registrada en la sección Formiche indo-australiane del genere Crematogaster Lund raccolte da W. Karawaiew de Konowia, 14, 103–116, publicada por Menozzi, C. en 1935.

## Distribución
Se distribuye por Asia, en Indonesia, reportada específicamente en las islas Aru.